# Holland Cup 2021/2022
De Rabo Holland Cup 2021/2022 was het elfde seizoen van deze door de KNSB georganiseerde serie schaatswedstrijden en het derde seizoen met de Rabobank als titelsponsor. De Holland Cup bestond dit jaar alleen uit wedstrijden over traditionele losse afstanden. De wedstrijden van de Holland Cup golden tevens als belangrijke plaatsingswedstrijden voor de Nederlandse kampioenschappen.

## Wedstrijden
| Wedstrijd                                        | Data                | IJsbaan         | Plaats     | Extra belang                             |
| ------------------------------------------------ | ------------------- | --------------- | ---------- | ---------------------------------------- |
| Holland Cup 1 (tevens IJsselcup)                 | 16–17 oktober 2021  | De Scheg        | Deventer   | Plaatsing NK afstanden 2022              |
| Holland Cup 2d (tevens Kraantje Lek Trofee)      | 20–21 november 2021 | IJsbaan Haarlem | Haarlem    | Plaatsing NK allround 2022               |
| Holland Cup 2h (tevens Eindhoven Trofee)         | 20–21 november 2021 | IJssportcentrum | Eindhoven  | Plaatsing NK allround 2022               |
| Holland Cup 3                                    | 11–12 december 2021 | De Meent        | Alkmaar    | Plaatsing Olympisch kwalificatietoernooi |
| Holland Cup 4a (tevens Gruno Bokaal)             | 8–9 januari 2022    | Kardinge        | Groningen  |                                          |
| Holland Cup 4s (tevens Utrecht City Bokaal)      | 8–9 januari 2022    | Vechtsebanen    | Utrecht    |                                          |
| Holland Cup 5                                    | 12–13 februari 2022 | Elfstedenhal    | Leeuwarden |                                          |
| Holland Cup finale (tevens NK neo-senioren 2022) | 5–6 maart 2022      | IJsbaan Twente  | Enschede   | Plaatsing seizoensopening 2022/2023      |

## Winnaars

### Mannen
| Wedstrijd                          | 500 meter       | Tijd            | 1000 meter            | Tijd                  | 1500 meter            | Tijd                  | 5000 meter            | Tijd                  |
| ---------------------------------- | --------------- | --------------- | --------------------- | --------------------- | --------------------- | --------------------- | --------------------- | --------------------- |
| Holland Cup 1/IJsselcup            | Tim Prins       | 35,90           | Louis Hollaar         | 1.10,82               | Louis Hollaar         | 1.48,36               | Crispijn Ariëns       | 6.36,47               |
| Holland Cup 2h/Eindhoven Trofee    | niet meetellend | niet meetellend | niet op het programma | niet op het programma | Yves Vergeer          | 1.50,62               | Beau Snellink         | 6.34,56               |
| Holland Cup 3                      | Jesper Hospes   | 36,39           | Koen Verweij          | 1.12,75               | Gijs Esders           | 1.50,31               | Mats Stoltenborg      | 6.36,99               |
| Holland Cup 4a/Gruno Bokaal        | niet meetellend | niet meetellend | niet op het programma | niet op het programma | niet verreden         | niet verreden         | niet verreden         | niet verreden         |
| Holland Cup 4s/Utrecht City Bokaal | niet verreden   | niet verreden   | niet verreden         | niet verreden         | niet op het programma | niet op het programma | niet op het programma | niet op het programma |
| Holland Cup 5                      | Janno Botman    | 35,21           | Janno Botman          | 1.09,25               | Wesly Dijs            | 1.48,43               | Marwin Talsma         | 6.25,90               |
| Holland Cup finale                 | Janno Botman    | 35,67           | Wesly Dijs            | 1.11,40               | Wesly Dijs            | 1.49,68               | Marwin Talsma         | 6,36,30               |
| Eindklassement                     | Aron Romeijn    | Aron Romeijn    | Wesly Dijs            | Wesly Dijs            | Yves Vergeer          | Yves Vergeer          | Yves Vergeer          | Yves Vergeer          |

### Vrouwen
| Wedstrijd                          | 500 meter       | Tijd            | 1000 meter            | Tijd                  | 1500 meter            | Tijd                  | 3000 meter            | Tijd                  |
| ---------------------------------- | --------------- | --------------- | --------------------- | --------------------- | --------------------- | --------------------- | --------------------- | --------------------- |
| Holland Cup 1/IJsselcup            | Esmé Stollenga  | 38,82           | Isabel Grevelt        | 1.19,18               | Myrthe de Boer        | 1.59,46               | Irene Schouten        | 4.09,86               |
| Holland Cup 2d/Kraantje Lek Trofee | niet meetellend | niet meetellend | niet meetellend       | niet meetellend       | Melissa Wijfje        | 2.00,75               | Melissa Wijfje        | 4.18,57               |
| Holland Cup 3                      | Esmé Stollenga  | 38,98           | Esmé Stollenga        | 1.19,22               | Merel Conijn          | 2.01,81               | Merel Conijn          | 4.10,78               |
| Holland Cup 4a/Gruno Bokaal        | niet meetellend | niet meetellend | niet op het programma | niet op het programma | niet verreden         | niet verreden         | niet verreden         | niet verreden         |
| Holland Cup 4s/Utrecht City Bokaal | niet verreden   | niet verreden   | niet verreden         | niet verreden         | niet op het programma | niet op het programma | niet op het programma | niet op het programma |
| Holland Cup 5                      | Esmé Stollenga  | 38,65           | Helga Drost           | 1.17,30               | Elisa Dul             | 1.58,77               | Reina Anema           | 4.10,95               |
| Holland Cup finale                 | Esmé Stollenga  | 38,80           | Isabel Grevelt        | 1.18,21               | Marijke Groenewoud    | 1.58,50               | Reina Anema           | 4.16,45               |
| Eindklassement                     | Esmé Stollenga  | Esmé Stollenga  | Isabel Grevelt        | Isabel Grevelt        | Myrthe de Boer        | Myrthe de Boer        | Aveline Hijlkema      | Aveline Hijlkema      |

2010/2011 · 
2011/2012 · 
2012/2013 · 
2013/2014 · 
2014/2015 · 
2015/2016 · 
2016/2017 · 
2017/2018 · 
2018/2019 · 
2019/2020 · 
2020/2021 · 
2021/2022 · 
2022/2023 · 
2023/2024 · 
2024/2025